# الأسلاف (السدة)

تعديل مصدري - تعديل

الأسلاف هي إحدى قرى عزلة بني العثمانيين بمديرية السدة التابعة لمحافظة إب، بلغ تعداد سكانها 77 نسمة حسب تعداد اليمن لعام 2004.